# Jutroszewo
Jutroszewo (do 1945 niem. Johannishof) – obecnie część lasu, dawniej osada w Polsce położona w województwie zachodniopomorskim.
Miejscowość leży na obszarze Puszczy Wkrzańskiej. Osada usytuowana jest w pobliżu rzeki Gunica, ok. 1,5 km na południowy wschód od wsi Węgornik.

## Historia
W 1863 r. była tu mała wioska i majątek rolny. We wsi żyło 46 mieszkańców. Z czasem majątek powiększył się do 12 domów mieszkalnych i 39 zabudowań gospodarczych. Przez pewien czas istniała tu także mała huta szkła, dlatego tę część Jutroszewa nazywano Hutą Gunicką. W 1939 r. w Johannishof mieszkało jedynie 6 osób. Osada stanowiła własność miasta Szczecina, dzierżawcą był Hans Wachter.
Obecnie po osadzie pozostały fundamenty niektórych budynków, a cały obszar jest porośnięty lasem. W odległości ok. 900 m na północny zachód znajdują się pozostałości kolejnej niezamieszkanej osady – Huta Gunicka.
Nazwę Jutroszewo wprowadzono urzędowo w 1947 roku.